# 浮城智和
浮城 智和（うきしろ ともかず、1976年 11月25日- ）は、福岡県北九州市出身の実業家。インターネットにおける家具・インテリアの通信販売会社で、「LOWYA（ロウヤ）」を筆頭に、楽天市場、Yahooショッピング、Amazonにて運営する株式会社ベガコーポレーションの創業者。

## 経歴
- 1995年 - 福岡県立小倉西高等学校卒業し、その後九州国際大学経済学部を卒業。
- 2004年  7月 -友人と家具 インテリア等の通信販売事業 有限会社ベガコーポレーション（資本金300万円）を北九州市若松区に設立。当初は赤字が続き資金繰りに苦労し朝まで仕事をしたという。12月 - LOWYA 楽天市場店をオープン。インターネットの仮想店舗の普及に将来性を感じ、ネットでオーダーされた家具やインテリアを問屋に発注。その後海外で商品調達のスタイルに変化させた。情報技術を駆使しスマホ向けのゲーム開発にも取り組む。
- 2010年本社を福岡市に移転。
- 2011年  10月 - ジャフコが運営する有限責任組合から第三者割当増資により10億円を調達したことを発表[2]。
- 2016年  6月 - 東京証券取引所マザーズに上場。

## 人物
- 趣味はゴルフ、旅行。